# James Francis Kenney
James Francis Kenney (* 6. Dezember 1884 in Tyendinaga, Hastings County, Ontario; † 4. Juni 1946 in Ottawa) war ein kanadischer Historiker, Archivar und Keltologe, der insbesondere durch sein Hauptwerk über die frühen kirchlichen Textquellen Irlands und die Gründung der Canadian Catholic Historical Association bekannt wurde.

## Leben

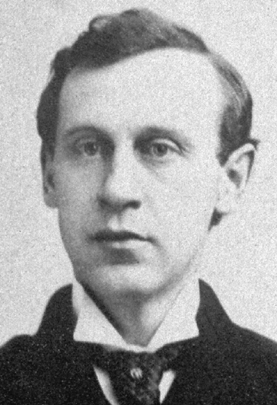
George M. Wrong war der wichtigste Förderer Kenneys in Toronto

Kenney war das einzige Kind einer irischstämmigen Familie, die in Tyendinaga, im Osten Ontarios, eine Farm besaß. Nach dem Abschluss der Grundschule im Jahr 1899 verkauften die Eltern die Farm und zogen nach Belleville, um ihrem Sohn dort eine bessere Schulausbildung zu ermöglichen. Nachdem er diese 1903 erfolgreich abgeschlossen hatte, nahm er im September 1903 ein Studium an der Universität Toronto auf, das er im Juni 1907 mit einem Bachelor of Arts abschloss. Neben seinen erfolgreichen Studienleistungen in Deutsch, Französisch und Latein beschäftigte er sich mit Altgriechisch, und ab 1906 begann er, sich selbst Irisch beizubringen. Durch George M. Wrong, den Leiter des Departments für Geschichte in Toronto, fand er Interesse an irischer Geschichte und einem akademischen Werdegang als Historiker. Diese Tendenz verstärkte sich durch einen Besuch Douglas Hydes an der Universität, der leidenschaftlich für die Ziele der Conradh na Gaeilge warb, einer Organisation, die sich für die irische Sprache, die De-Anglikanisierung Irlands und damit für die Bewahrung der irischen Identität einsetzte.
Nach dem Abschluss des Studiums sah Kenney sich dem Problem gegenüber, dass es 1907 keine Universität in Kanada gab, die ein postgraduales Studium in Geschichte anbot. Wrong empfahl ihm, nach Oxford zu gehen, aber dies war jenseits der finanziellen Möglichkeiten seiner Eltern. Nach langer Suche ergab sich eine tragfähige Lösung durch ein Angebot der Universität in Wisconsin, die ihm eine Assistentenstelle in Europäischer Geschichte anbot und dadurch eine Fortsetzung seines Studiums ermöglichte. Zudem ergab es sich, dass Arthur Doughty, der damalige Leiter des öffentlichen kanadischen Archivs in Toronto, eine studentische Hilfskraft benötigte und Wrong ihm hier Kenney für die vorlesungsfreien Sommermonate vermittelten konnte. In Wisconsin begann Kenney unter der Anleitung von George C. Sellery und Dana C. Munro mit einem intensiven Studium der frühen irischen Quellen. Sein Master-Studium schloss Kenney im Sommer 1908 mit der Arbeit The Decline of the Celtic Church in Ireland, 795–1152 ab.
Entgegen seinen Hoffnungen ergab sich keine weitere Beschäftigung beim öffentlichen kanadischen Archiv, und es klappte auch nicht mit einer weiteren Beschäftigung in Wisconsin. Hinzu kam, dass es seinen Eltern gesundheitlich sehr schlecht ging und sich dadurch seine finanzielle Situation zuspitzte. In seiner Verzweiflung wandte er sich an Wrong, der ihm zu einer Fellowship in Toronto verhalf. Das Ziel der finanziellen Förderung war die Erforschung der Stadtgeschichte Torontos. Mit dieser Arbeit begann er, verlor aber rasch das Interesse daran, um sich wieder vermehrt der irischen Geschichte zuzuwenden. Glücklicherweise ergab sich dann im April 1909 eine Fellowship für mittelalterliche Geschichte an der Columbia University, wo er insbesondere mit James T. Shotwell, einem früheren Studenten Wrongs, Kontakt hatte. Dies gab ihm die Gelegenheit, sich den keltischen Sprachen zu widmen und insbesondere von Shotwell den kritischen Umgang mit Quelltexten zu erlernen. Kenney begann mit den Arbeiten an seiner Dissertation und nutzte dazu insbesondere die gut ausgestatteten Bibliotheken an der Columbia University. Im Sommer 1910 musste er wieder nach Toronto zurückkehren, wo er sich zunächst mit einer Reihe kleinerer Arbeitsverhältnisse u. a. als Latein- und Geschichtslehrer über Wasser hielt. Nach mehreren Anläufen und intensiver Unterstützung durch Wrong erhielt Kenney im Mai 1912 eine Stelle an dem öffentlichen Archiv in Toronto, die er bis zu seinem Lebensende innehatte.
Im öffentlichen Archiv Kanadas war Kenney u. a. auch zuständig für die Sammlung von Gemälden, Zeichnungen und Drucken. Hier stellte er 1919 einen Katalog mit 771 Porträts von Personen der kanadischen Geschichte zusammen. In ihrem Review hob die Archivarin der Detroit Public Library, L. Oughtred Woltz, die Tiefe der begleitenden Texte von Kenney hervor, zu denen umfassende technische Beschreibungen und die jeweiligen historischen Hintergründe mitsamt zahlreichen biografischen Skizzen gehörten. Kenney fand aber nebenher noch Zeit für seine Dissertation. Mehrfach fuhr er nach New York zur Columbia University, um die dortigen Bibliotheken nutzen zu können und um sich von James Shotwell und John Gerig beraten zu lassen. Im Februar 1916 las Kuno Meyer den damaligen Stand der Arbeiten durch und war davon beeindruckt. 1919 bereitete Kenney einen Aufsatz über die Navigatio Sancti Brendani vor, die im Mai 1920 von seinem Vorgesetzten Arthur Doughty in der Royal Society of Canada vorgetragen wurde, weil er damals selbst noch nicht Mitglied war. Als im November 1926 seine Dissertation abgeschlossen war, akzeptierte Austin Evans, der damalige Herausgeber der Reihe Records of Civilization, umgehend die über 800 Seiten umfassende Arbeit für die Publikation unter dem Titel The Sources for the Early History of Ireland: Ecclesiastical. Geplant war eine zweibändige Ausgabe, wobei sich der zweite Band den nicht-kirchlichen Quellen zuwenden sollte. Im Februar 1927 wurde Kenney erneut als Doktorand akzeptiert und das Promotionsverfahren eröffnet, das mit der Abschlussprüfung am 22. April 1927 erfolgreich abgeschlossen wurde.
Während die Druckausgabe vorbereitet wurde, hatte Kenney die Gelegenheit, dienstlich für fünf Monate nach Irland zu reisen, um dort für Kanada relevantes Archivmaterial zu sichten. Es war sein einziger Aufenthalt in Irland, der ihm nicht nur Gelegenheit gab, interessante Funde zu machen wie etwa eine Sammlung mit Materialien zu Henry Kelsey in Belfast, sondern auch irische Historiker zu treffen, u. a. mit Richard I. Best, Robert A. S. Macalister, Eoin MacNeill und Paul Grosjean. Er ließ sich in dieser Zeit Druckfahnen aus New York nach Irland zuschicken und nutzte die Gelegenheit, Anregungen von Grosjean aufzunehmen. Im Dezember 1929 konnte sein Werk schließlich erscheinen.
Die Arbeit über die kirchlichen Quellen aus der frühen Geschichte Irlands beschränkt sich auf den Zeitraum von den ersten schriftlichen Quellen in Irland bis 1170, also die Zeit vor der Ankunft der Normannen. Es beginnt mit einem neunzigseitigen Abriss der Geschichte Irlands, die insbesondere auf die Arten der entstandenen Texte, deren Hintergründe und auf deren Überlieferung bis in die moderne Zeit eingeht. Der größte Teil des Werks gruppiert die Quellen nach zeitlichen und inhaltlichen Kriterien in sieben Kapitel, die jeweils mit umfangreichen Einführungen und Bibliographien versehen sind. Der Hauptinhalt sind 659 Einträge zu einzelnen Texten, die jeweils die Gliederung zitieren, die Handschriften nachweisen, Textausgaben und weiterführende Literatur angeben und dann weitere Erläuterungen enthalten.
Die Veröffentlichung wurde von dutzenden Reviews in den höchsten Tönen gelobt. Im American Historical Review wurde festgestellt, dass es schwerfalle, das Buch zu hoch zu loben. James A. Geary sah es im Speculum ähnlich und fügte hinzu, wie sehr bislang eine solche Zusammenstellung gefehlt habe und wie nützlich sie für die Keltologie sei. Robert A. S. Macalister prophezeite im Journal of Theological Studies, dass dieses Werk über einen langen Zeitraum ein Standardwerk sein werde, und stellte fest, dass es ihm trotz seiner Expertise in einigen dieser Bereiche nicht gelungen sei, Lücken in den Bibliographien zu finden. Macalister schloss mit der Bemerkung, dass bei der Fertigstellung des versprochenen zweiten Bandes mit gleicher Qualität die Erforschung der irischen Geschichte sich in die Äras „vor Kenney“ und „nach Kenney“ unterteilen lassen werde.
Kenney war Mitglied der 1919 gegründeten American Catholic Historical Association (ACHA), möglicherweise bereits seit der Gründung. Nach der Veröffentlichung seines Buchs wurde Kenney zur Konferenz der ACHA im Jahr 1930 um einen Vortrag gebeten. Bei dieser Gelegenheit wurde er auch zum Vizepräsidenten für 1931 gewählt, um dann turnusmäßig 1932 den Vorsitz zu übernehmen. Während seiner Präsidentschaft fand die Jahrestagung der ACHA in Toronto und damit zum ersten Mal außerhalb der Vereinigten Staaten statt. Während der Konferenz reifte die Idee einer kanadischen, zur ACHA vergleichbaren Gesellschaft, und noch am Ende der Konferenz wurde unter der Leitung von Kenney ein Komitee für diesen Zweck gegründet. Nach längeren Vorbereitungen erfolgte die Gründung der Canadian Catholic Historical Association (CCHA) am 3. Juni 1933 in Toronto mit 75 Teilnehmern. Francis Robert Latchford, Richter am Supreme Court in Ontario, wurde Gründungspräsident und Kenney der erste Sekretär. Zu den Errungenschaften Kenneys gehörte die frühe Einbeziehung der französischen Kanadier, und auf der ersten Konferenz im Jahr 1934 gelang es, mit vier englischen und drei französischen Vorträgen beide Seiten in ausgeglichener Weise zu integrieren.
Nachdem Doughty 1935 in den Ruhestand gegangen war, wurde Kenney zunächst zum kommissarischen Leiter des Archivs ernannt. Seine Hoffnung, diese Position auf Dauer einnehmen zu können, erfüllte sich jedoch nicht, als Ende 1937 Gustave Lanctot berufen wurde. Kenney arbeitete weiter an dem zweiten Band, aber die Aktivitäten bei der ACHA, die nachfolgende Gründung der CCHA und die zwei Jahre als kommissarischer Leiter des Archivs gaben Kenney nicht viel Zeit. Kenney starb 1946 unerwartet früh an einem Herzinfarkt.

## Werke (Auswahl)
- The Decline of the Celtic Church in Ireland, 795–1152. Ottawa 1908.
- The Legend of St. Brendan. In: Royal Society of Canada: Transactions. Section II, 1920, S. 51–71.
- Catalogue of Pictures Including Paintings, Drawings, and Prints in the Public Archives of Canada. Authority of the Secretary of State, under the Direction of the Keeper of the Records, Ottawa 1925.
- The Sources for the Early History of Ireland: Ecclesiastical. In der von Austin Evans herausgegebenen Reihe Records of Civilization: Sources and Studies. Columbia University Press, New York 1929.
- The Catholic Church in Contemporary Ireland. In: Catholic Historical Review. Band XVIII, Nr. 2, Juli 1932, S. 159–176.
- Relations Between Church and State in Canada Since the Cession of 1763. (Presidential Address). ACHA-Tagung, Toronto 1932.
- Als Herausgeber: The Founding of Churchill. Being the Journal of Captain James Knight, Governor-in-Chief in Hudson Bay, from the 14th of July to the 13th of September, 1717. Dent and Sons, Toronto 1932.

## Ehrungen
- Aonach Tailteann Award für das beste wissenschaftliche Buch zu Irland in der Zeit von 1928–1932[18]
- Doktor der Rechte ehrenhalber durch die Universität Ottawa, 1936.[17]
- Doctor of Letters ehrenhalber durch die Nationale Universität Irlands, 1937[17]